# Stazione di Reggio Emilia AV Mediopadana
Stazione di Reggio Emilia AV Mediopadana vasútállomás Olaszországban, Reggio Emilia településen.

## Vasútvonalak
Az állomást az alábbi vasútvonalak érintik:
- Milánó–Bologna nagysebességű vasútvonal

## Kapcsolódó állomások
A vasútállomáshoz az alábbi állomások vannak a legközelebb:
- Stazione di Milano Rogoredo (Stazione di Milano Centrale, Milánó–Bologna nagysebességű vasútvonal)
- Stazione di Bologna Centrale (Stazione di Bologna Centrale, Milánó–Bologna nagysebességű vasútvonal)